# Cotton Bowl
A Cotton Bowl, korábbi nevén: Fair Park Stadion egy nyitott amerikai futballstadion a Texas állambeli Dallasban, az USA-ban. 1930-ban épült, befogadóképessége 92 100 fő.
Az 1994-es labdarúgó-világbajnokság egyik helyszíne volt.

## Galéria

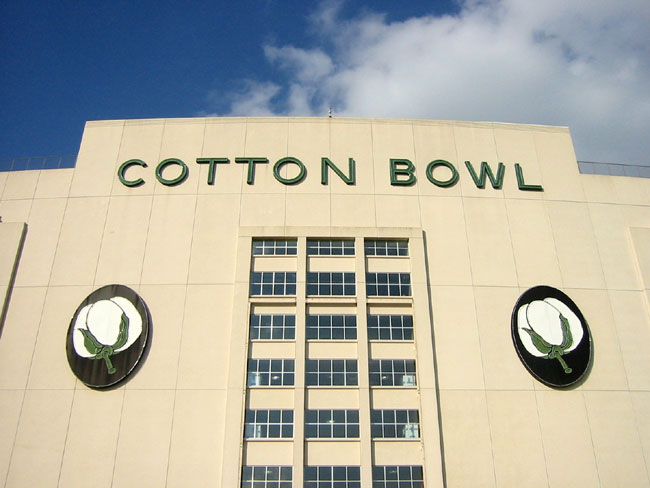
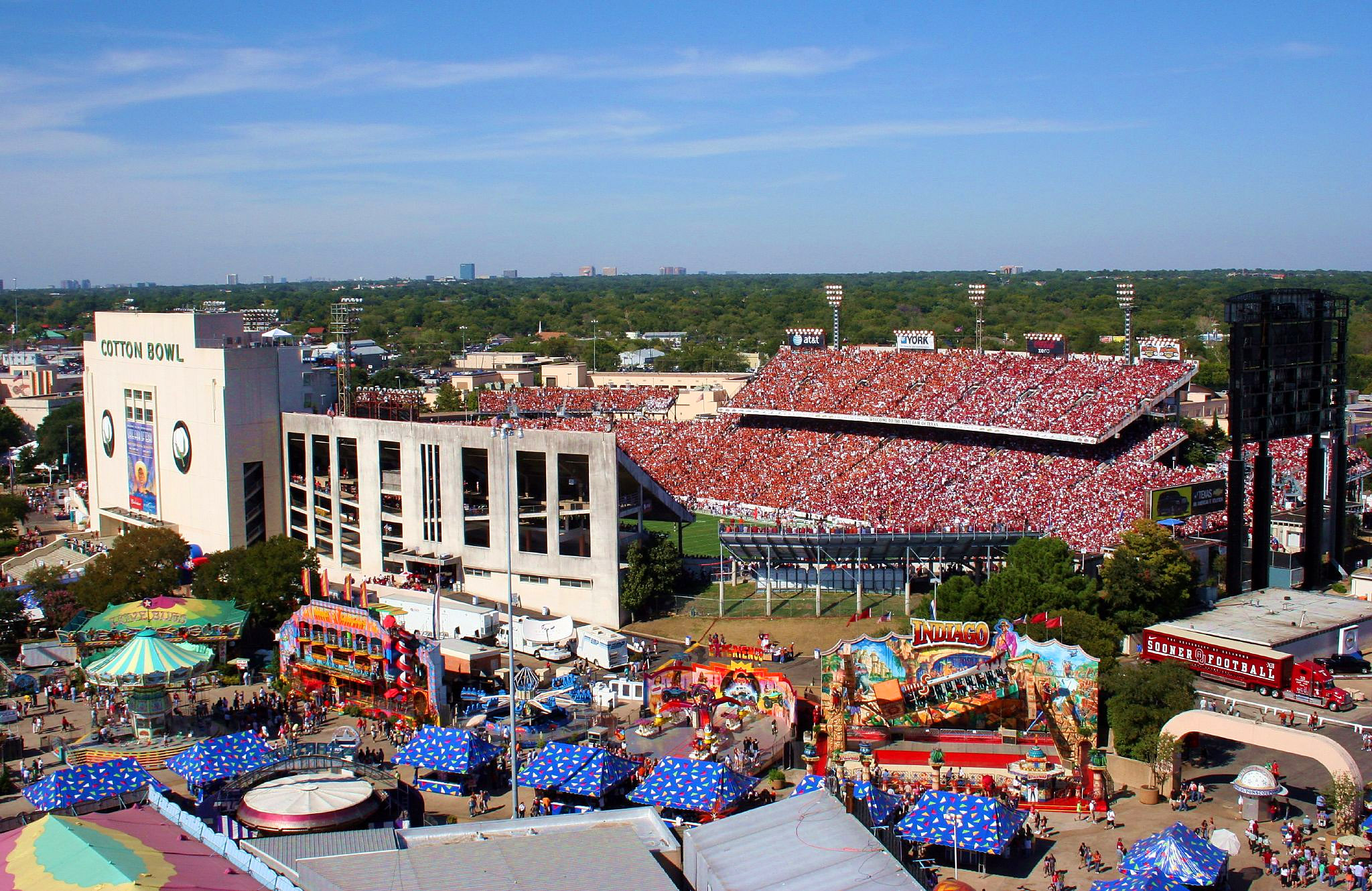
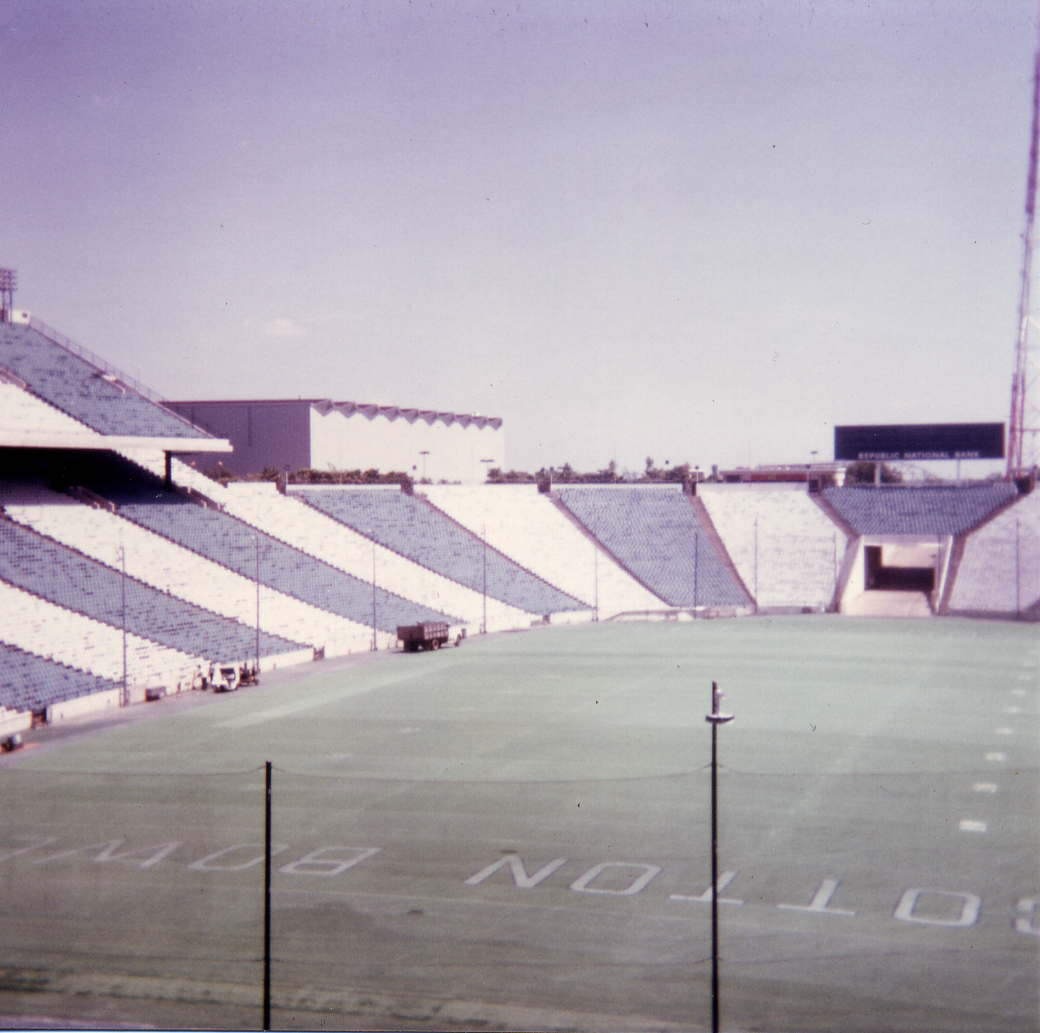
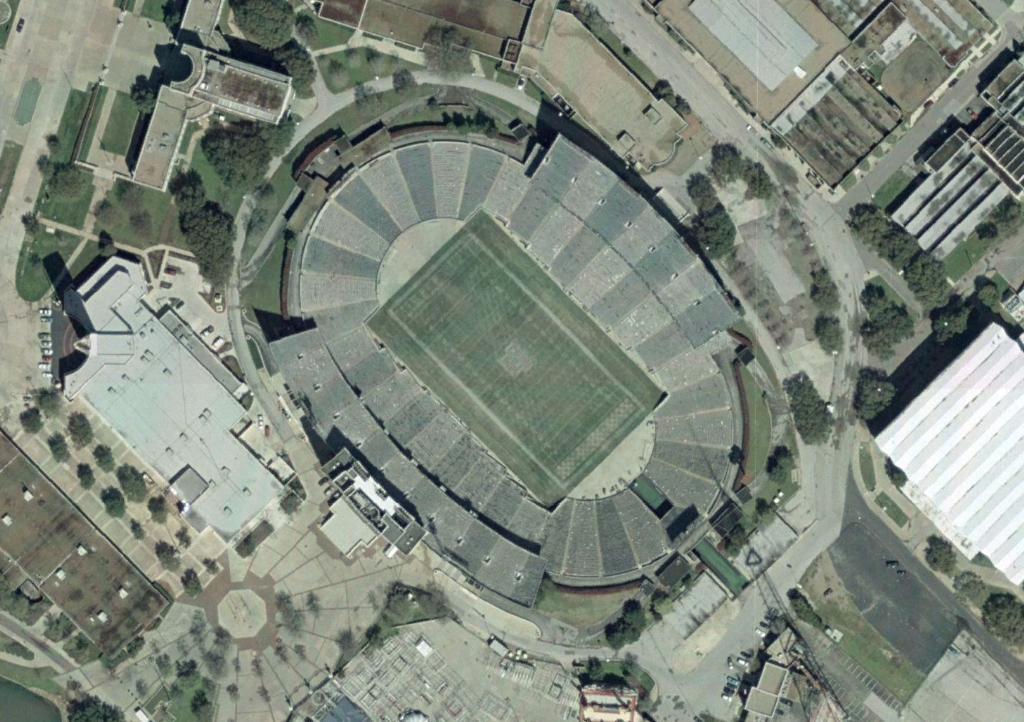

## Események

### 1994-es világbajnokság
| Dátum       | Időpont UTC–5 | Pályaválasztó | Eredmény | Vendég     | Forduló       | Nézők  |
| ----------- | ------------- | ------------- | -------- | ---------- | ------------- | ------ |
| 1994.06.17. | 18.30         | Spanyolország | 2–2      | Dél-Korea  | C csoport     | 56 247 |
| 1994.06.21. | 18.30         | Nigéria       | 3–0      | Bulgária   | D csoport     | 44 132 |
| 1994.06.27. | 15.00         | Németország   | 3–2      | Dél-Korea  | C csoport     | 63 998 |
| 1994.06.30. | 18.30         | Argentína     | 0–2      | Bulgária   | D csoport     | 63 998 |
| 1994.07.03. | 12.00         | Szaúd-Arábia  | 1–3      | Svédország | Nyolcaddöntők | 60 277 |
| 1994.07.09. | 14.30         | Hollandia     | 2–3      | Brazília   | Negyeddöntők  | 63 500 |